# 市政厅广场 (那不勒斯)

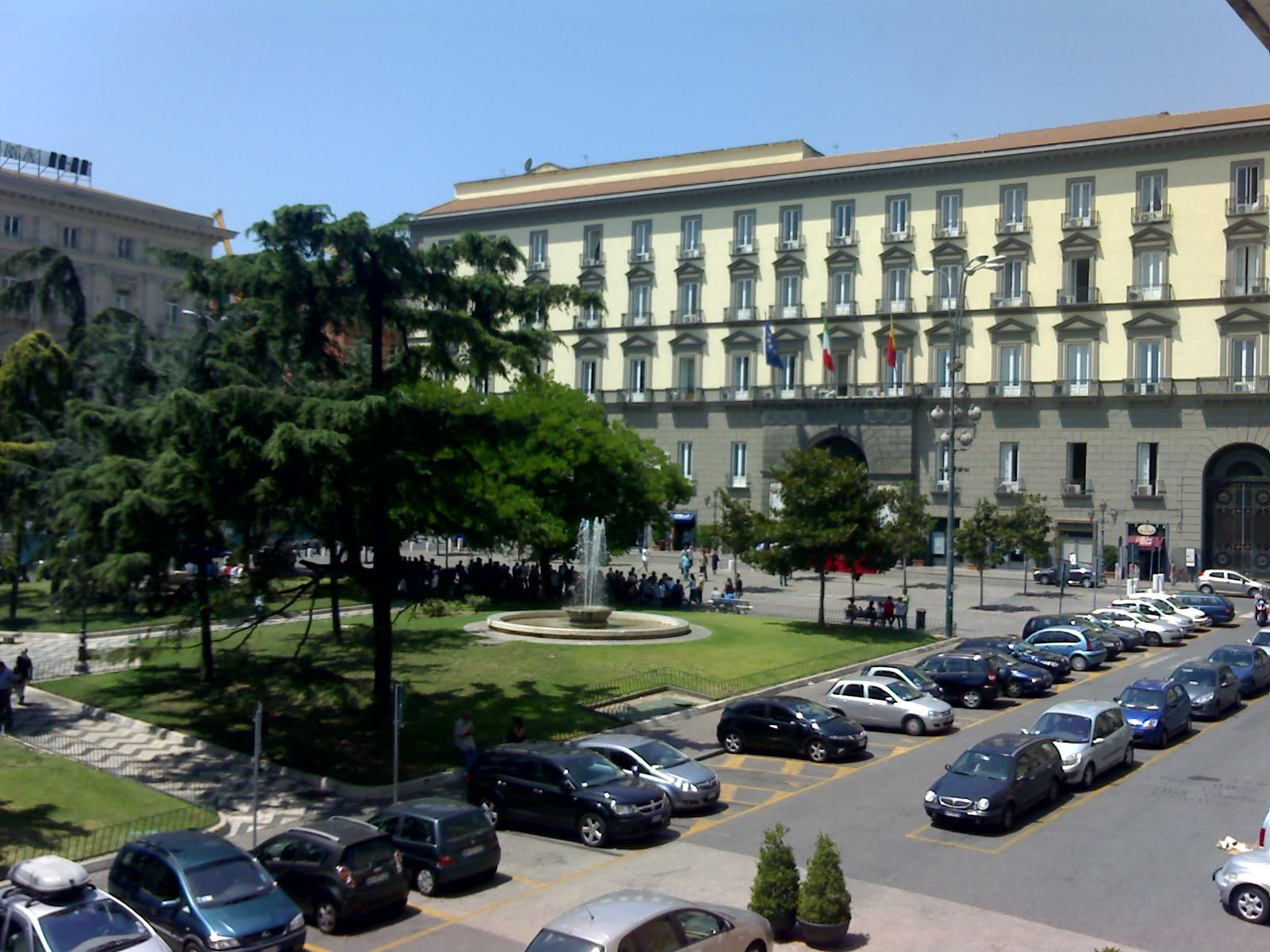

市政厅广场（Piazza del Municipio）是意大利那不勒斯的一个广场，是欧洲最大的广场之一。
在这座矩形广场上，有新堡、梅尔卡丹特剧院（Teatro Mercadante）。这个广场靠近港口，历史上曾有大批意大利人集中在此，准备移民美国。
2011年初，那不勒斯地铁一号线的市政厅站，将设在梅尔卡丹特剧院与新堡之间。
Template:那不勒斯地标